# Óscar Graham
Óscar Miguel Graham Yamahuchi (San Martín de Porres, Lima, 23 de diciembre de 1962) es un ingeniero economista peruano. Fue ministro de Economía y Finanzas del Perú en el gobierno de Pedro Castillo.

## Biografía
Nació en San Martín de Porres el 23 de diciembre de 1962.[cita requerida]
Estudió Ingeniería Económica en la UNI, es master of science en Economía por la Queen Mary University of London y cuenta con dos programas concluidos: uno en la Escuela de Posgrado de la USIL en el Programa de Alta Especialización en Finanzas y otro en el Harvard Business School en el Programa de Liderazgo Estratégico en Finanzas Inclusivas. 

### Trayectoria
Trabajó como profesor de Mercados e Instituciones Financieras en la USIL y profesor de la maestría de Finanzas en la ESAN.
Durante la mayor parte de su vida, trabajó en el sector público en la división de economía de los diversos sectores en donde se desempeñó. Laboró en el MEF, la SMV, la FSD, en EsSalud y en el BCRP como jefe de los departamentos Análisis del Sistema Financiero y de Análisis del Mercado de Capitales y Regulación Financiera. Además de enseñar en universidades acerca de especialidades de finanzas. Fue empleado de la Empresa Electricidad del Perú (ELCTRPR SA). Antes de ser ministro, laboraba como director general de Mercados Financiero y Previsional Privado en el MEF. Hace trabajos en el IFAD.
En 2019 fue viceministro de Mype e Industria, del Ministerio de la Producción (Produce), en reemplazo de Javier Enrique Dávila Quevedo, durante el gobierno del entonces presidente, Martín Vizcarra.

### Ministro de Estado
El 1 de febrero de 2022, juró como ministro de Economía y Finanzas ante el presidente peruano, Pedro Castillo, en reemplazo de Pedro Francke.